# Soulsister
Soulsister es una banda de música belga compuesta por Jan Leyers y Paul Michiels. SoulSister (también conocido como Leyers, Michiels, y SoulSister) existió desde 1986 hasta 1995 y realizó una mezcla de Pop y Soul. Jan Leyers tenía experiencia previa en el grupo de Rock Beri-Beri, mientras que Paul tenía experiencia en el grupo de Rock Octopus y como un artista solista.

## Historia
El grupo se formó en 1985 después de que Jan y Paul se reunieran en la ciudad natal de Paul, Heist-op-den-Berg (Jan, por su parte, es un nativo de Wilrijk). Se estrenaron ese año bajo el nombre de The Soul Sisters con un sencillo titulado "You get to me"." Más tarde también lanzaron los singles "Talk About It" y "Like a Mountain". Tuvieron un gran éxito con "The way to your heart", un tema al estilo Motown, canción que llegó a la 41.ª posición de la Billboard Hot 100 en los Estados Unidos y al mismo tiempo logró el éxito en Bélgica, los Países Bajos y Alemania.
En 1988, el grupo cambió su nombre a SoulSister y su primer álbum oficial, "It takes two", fue puesto a la venta, con Paul en los teclados y Jan en la guitarra, con varios hombres que los respaldaban. EMI firma el acuerdo y publica el álbum.
En 1990 se realizó otro cambio en el nombre, esta vez a Leyers, Michiels, y SoulSister. Más tarde, ese mismo año, sale al mercado de "Heat", que incluyó los éxitos "Through before we started", "Sweet dreamer" and "Well Well Well". Algunas de las canciones del álbum permite a Jan Leyers, que estaba más influenciado por el Rock que por el Soul, mostrar sus habilidades en la guitarra eléctrica.
El grupo comenzó a ejecutar un triple en 1992. Ese año lanzaron el álbum "Simple rule", que fue su último éxito, así como "Broken" y "Ain't that simple". Al año siguiente, en 1993, el grupo publicó un álbum en vivo, "Live Savings". Mientras tanto a Jan se le pidió coescribir "That's as close as I get to...", una canción cantada por el cantante norteamericano Aaron Tippin.
En 1994, el grupo comienza su capítulo final con el álbum "Swinging Like Big Dogs". Las pistas más famosas de este álbum son "Wild love affair", "If this is love", "Tell me what it takes" y "I need some time". En ese momento el grupo volvió nuevo a ser conocido simplemente como SoulSister.
En 1995 SoulSister se divide. Dos años más tarde, EMI publica una recopilación "The best of". A partir de ahí sus componentes hacen caminos separados. Paul Michiels siguió trabajando el sonido Motown, la música que hizo de SoulSister un grupo de éxito, mientras que Jan Leyers se unió a Filip Cauwelier y Joost Van den Broek a tocar Rock duro en la banda My Velma (el nombre de un personaje en la novela "Farewell, My Lovely" de Raymond Chandler).
Jan y Paul se unieron de nuevo en 2000 para grabar canciones para una película de Jan Verheyen, "Team spirit". Jan escribió "Only your love will do", mientras que Paul registró una pieza titulada "Forever Young".
En mayo de 2007 Paul y Jan anunciaron que tocarían juntos una vez más como Soulsister. Lo hicieron en tres conciertos. El 1, 7 y 8 de marzo de 2008 en el "Sportpaleis" de Amberes (Bélgica), su país natal.

## Discografía

### Álbumes
En estudio
- 1988: It Takes Two
- 1990: Heat
- 1992: Simple Rule
- 1994: Swinging Like Big Dogs
- 2008: Closer

Álbumes compilatorios
- 1997: Very Best of Soulsister
- 2003: Het Beste Van
- 2011: Soulsister Live
- 2012: Best of

### Sencillos
- 1988: "Like a Mountain"
- 1988: "The Way to Your Heart"
- 1989: "Blame You"
- 1990: "Downtown"
- 1990: "Through Before We Started"
- 1991: "Company"
- 1991: "Facing Love"
- 1991: "She's Gone"
- 1992: "Broken"
- 1992: "Locks And Keys"
- 1993: "Promises"
- 1993: "Ain't That Simple"
- 1994: "Tell Me What It Takes"
- 1994: "Wild Love Affair"
- 1995: "Crush"
- 1995: "I Need Some Time"
- 1997: "Try Not To Cry"
- 2007: "Back In A Minute"
- 2008: "How Many Waterfalls"
- 2010: "Last Call"